# Artrite
Artrite é um termo usado para descrever qualquer doença que afete as articulações. Os sintomas mais comuns destas doenças são rigidez e dor nas articulações. Entre outros possíveis sintomas estão a vermelhidão, sensação de calor, inchaço e diminuição da amplitude de movimentos nas articulações afetadas. Em alguns tipos de artrite podem ser afetados outros órgãos. A doença pode ser de início súbito ou gradual.
As artrites são um grupo de doenças reumáticas. Existem mais de 100 tipos de artrite. Os tipos mais comuns são a artrose (doença degenerativa das articulações) e a artrite reumatoide. A artrose está geralmente associada ao envelhecimento e afeta os dedos, joelhos e anca. A artrite reumatoide é uma doença autoimune que geralmente afeta as mãos e os pés. Entre os outros tipos de artrite estão a gota, lúpus, fibromialgia e artrite séptica.
O tratamento consiste geralmente no repouso da articulação e em aplicar de forma alternada gelo e calor. A perda de peso e a prática de exercício físico são benéficos. Podem também ser usados analgésicos como o ibuprofeno e o paracetamol. Em alguns casos pode haver benefício na realização de uma artroplastia.
A artrose afeta mais de 3,8% da população mundial, enquanto a a artrite reumatoide afeta 0,24%. A gota afeta 1–2% de toda a população ocidental em algum momento da vida. De forma geral, a doença é mais comum à medida que a idade avança. A artrite é um dos motivos mais frequentes de baixa médica e pode resultar na diminuição da qualidade de vida. O termo tem origem no grego arthr- (articulação) e -ite (inflamação).

## Classificação
As artrites podem ser classificadas em:

### Artrose
A artrose (OA) é uma doença crônica, caracterizada por degeneração da cartilagem articular, dor e rigidez prejudicando a movimentação. Atinge cerca de 4% da população brasileira, principalmente os obesos, causando danos principalmente nas mãos, joelhos e pés.

### Artrite reumatoide
A artrite reumatoide (AR) é uma entidade auto-imune sistêmica com notória predileção pelas articulações periféricas. É a mais comum das doenças reumáticas inflamatórias. Dadas as potenciais morbidades articulares inerentes à doença, seu impacto sócio-econômico é considerável, atingindo de 0,5% a 2% da população mundial. É uma doença crônica caracterizada por degeneração da cartilagem articular, hipertrofia óssea, dor ao movimentar-se. Acomete preferencialmente joelhos, as articulações coxofemorais e a coluna espinhal.

### Artrite gotosa
É uma doença causada por reação inflamatória a microcristais minerais de urato. Apresenta maior incidência no sexo masculino devido a fatores culturais e, na mulher, é mais frequente após a menopausa. Acomete principalmente o hálux (dedo do pé), dorso do pé, tornozelos, joelhos e cotovelos, deixando a região quente, dolorosa e hiperemiada (vermelhidão). Pode haver febre e, normalmente, há limitação dos movimentos devido a dor. O ácido úrico está elevado em 85% dos casos.

### Artrite piogênica aguda
Com o aparecimento dos antibióticos, a incidência, evolução e o prognóstico das artrites piogênicas agudas se modificaram positivamente. As articulações mais afetadas são as coxofemorais, os joelhos, ombros e, menos frequentemente, tornozelos, cotovelos, articulações sacrilíacas e os punhos.

### Artrite psoriática
A psoríase é uma doença de pele, de causa desconhecida, caracterizada por erupção eritêmato-escamosa. Podendo também apresentar quadro articular grave.

### Artrite séptica
Artrite séptica é uma invasão purulenta de uma articulação por um agente infeccioso (fungo, bactéria ou vírus) que produz uma artrite. O agente mais frequente é o Staphylococcus aureus, mas é comum também ser causada por bactérias causadoras da tuberculose e gonorreia. Ao contrário das outras artrites, essa é bastante comum em jovens e geralmente atinge apenas uma ou duas articulações.

### Espondilite anquilosante
A espondilite anquilosante (EA) é uma doença inflamatória crónica que afeta principalmente homens jovens e em mais de 90% dos casos está associada ao antígeno HLA B27. Caracterizam-se por inflamação de articulação sinovial e de enteses (tecidos conectivos) comprometendo a coluna vertebral e áreas sacroilíacas. O tratamento é feito com anti-inflamatórios não esteróides (AINE), sulfassalazina, infliximab e/ou etanercept (anti TNF-α).

## Fatores de riscos
O risco de desenvolver artrites é maior em casos de:
- Histórico familiar de artrites;
- Trabalhos ou exercícios frequentes com esforço repetitivo;
- Artrite reumatoide é mais comum em mulheres e artrite gotosa é mais comum em homens;
- Excesso de peso;
- Idade avançada;
- Desportos radicais (como escalada), desportos violentos (como artes marciais) ou Desportos de força (como halterofilismo);
- Artistas como dançarinos, escultores e artesaos;
- Lesões prévias na área;
- Doenças ósseas e musculares;
- Doenças circulatórias e imunológicas;
- Clima[16]

## Prevenção
- Alongamentos
- Descansos regulares
- Beber muita água
- Entrar em forma
- Vacinas
- Alimentação rica em frutas, legumes e verduras
- Limpar todos ferimentos com água e sabão
- Usar equipamentos de proteção

## Epidemiologia

A artrite reumatoide atinge entre 0,5% e 2% da população do mundo

É mais comum em nativos americanos (atingindo ~25%) e brancos (atingindo ~24%) do que em negros (~19%), latinos (~11%) e orientais (8%). Atingem por volta de 1 a cada 7 pessoas, principalmente acima dos 30. Dos acometidos 2/3 tem menos de 65 anos, 60 a 70% são mulheres e é a principal doença estudada pela medicina do esporte e medicina do trabalho.
No mundo, cerca de 10% dos homens e 15% das mulheres tem algum tipo de artrite, aumentando para 30% para homens e 50% para mulheres maiores 65 anos. Com o sedentarismo e envelhecimento da população ela tem aumentado rapidamente no mundo inteiro, é estimado que aumente em 40% até 2020.
Também é um problema bastante comum em animais portanto sendo bastante estudada pelos veterinários.